# Flavia Julia Constantia
Flavia Julia Constantia (po roce 293? – cca 330?) byla římská císařovna, manželka Licinia a členka konstantinovské dynastie. Byla dcerou římského císaře Constantia I. Chlora a jeho manželky Flavie Maximiany Theodory, kromě toho byla mladší nevlastní sestrou císaře Konstantina Velikého.

## Životopis
Constantia byla jedním ze šesti dětí narozených v manželství Constantia I. a Theodory. Ačkoli její datum narození není známé, musela se narodit po roce 293, protože to byl rok sňatku jejích rodičů. Jejími sourozenci byli Julius Constantius, Flavius Dalmatius, Hannibalianus, Anastasie a Eutropie. Kromě toho jejím nevlastním bratrem byl Konstantin I. Veliký, který se narodil v předchozím vztahu Constantia Chlora s Helenou.
V roce 313 ji Konstantin I. Veliký provdal za spolucísaře Licinia u příležitosti jejich setkání v Mediolanum. V roce 315 se v manželství narodil Valerian Licinian Licinius. Následující rok nastal boj o moc mezi Liciniem a Konstantinem, přičemž Constantia zůstala na manželově straně. Druhý konflikt mezi oběma rivaly v roce 324 skončil Liciniovou porážkou, přičemž Konstantin zpočátku Licinia na Constantiinu přímluvu ušetřil, ale nakonec ho v roce 325 nechal popravit. Druhou ranou pro Constantii byla poprava jejího syna Valeria, rovněž na příkaz Konstantina.
I přes tato příkoří žila Constantia v následujících letech na dvoře nevlastního bratra Konstantina a užívala titulu Nobilissima femina. Kostantin si ji oblíbil, důkazem jeho přízně byla ražba mince s jejím vyobrazením a s titulem „Constantia Soror Constantini AVG“ („Constantia, sestra Constantina Augusta“). Konvertovala ke křesťanství, přičemž podporovala ariánskou stranu na prvním nikajském koncilu v roce 325.